# クヌート1世 (イングランド王)

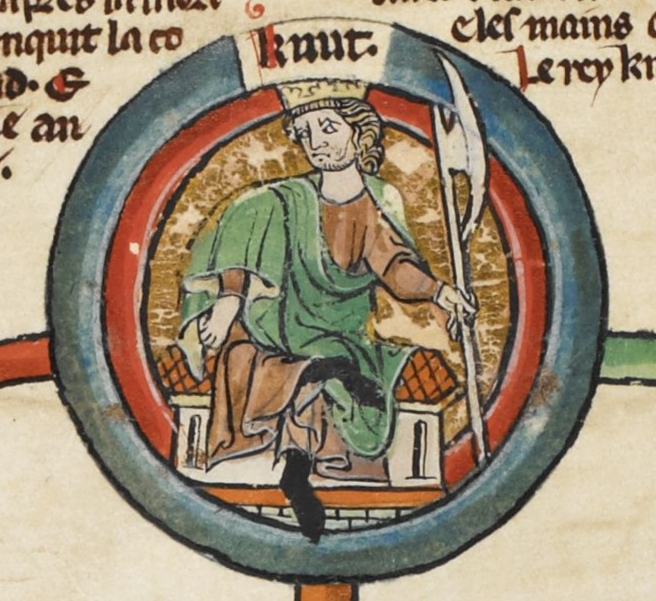
クヌート1世

クヌート1世（古英語：Cnut cyning、古ノルド語：Knútr inn ríki、英語：Canute / Cnut、990年頃 - 1035年11月12日）は、ノルマン系デーン人で、イングランド王・デンマーク王・ノルウェー王を兼ねた王（イングランド王在位：1016年 - 1035年、デンマーク王在位：1018年/1019年 - 1035年、ノルウェー王在位：1028年〈1030年説あり〉 - 1035年）。デンマーク王としてはクヌーズ2世。カヌート、クヌットなどとも。大王（英語：the Great、デンマーク語：den Store）と称される。
クヌートのイングランド統治は、グレートブリテン島とアイルランド島の間の海域への重要な結び付きをデーン人に与えた。彼は父親のスヴェン1世と同様にその地域へ強い関心を持ち、ノース系ゲール人に大きな影響力を及ぼした。1026年にノルウェーとスウェーデンを打ち破った後、神聖ローマ皇帝の戴冠式に出席してローマから帰る途上にて援助のために臣下へ書かれた書簡の中で、クヌートは自身を「全イングランドとデンマーク、ノルウェー人、そしてスウェーデン人の一部の王」 だと考えていた。アングロ・サクソンの王らは 「イングランド人の王（king of the English）」 という称号を用いたが、クヌートはealles Engla landes cynning——「全イングランドの王（king of all England）」 であった。中世を専門とする歴史家ノーマン・カンターは彼を 「アングロ・サクソン史において最も印象的な王」 と見なした。

## 人物略歴
デンマーク王スヴェン1世の子。母はスラヴ人レフ族（ポラニェ族）の族長でポーランド統一者であるミェシュコ1世の娘シフィエントスワヴァ（嫁ぎ先で王妃グンヒルと呼ばれた）。同じくミェシュコ1世の子であるポーランド国王ボレスワフ1世（勇敢王）は叔父にあたる。ただし、『ヘイムスクリングラ』、『クニートリンガ・サガ』によれば、母はヴェンドの王ブリスラヴの娘のグンヒルとされている。
父スヴェンおよび叔父ボレスワフ1世配下のポーランド諸侯と共にイングランドに侵攻して活躍した。1014年、父が戦死した後、その後を継いで戦い続けて勢力を拡大した。それをもって1016年、アングロ・サクソン封建家臣団の会議でイングランド王に推挙され、即位することとなった。1018年には兄ハーラル2世の死によりデンマーク王位を継承した。彼は富と慣習の文化的結束の下でデーン人とイングランド人をまとめることにより、また残虐行為によりこの権力基盤を維持しようと努めた。その後はノルウェーやスウェーデンに遠征して勢力を拡大した。スカンディナヴィアにおける敵対勢力との10年にわたる対立の末、彼は1028年のトロンハイムにてノルウェー王位も兼ねることとなり、3国の王位を兼ねて「大王」と称された。ここに、広大な北海帝国を築き上げたのである。
スウェーデンの都市シグトゥーナはクヌートによって支配された。1031年にはスコットランド王国のマルカム2世も彼に服従したが、その地に対する北海帝国の影響力は弱く、結局クヌートの死亡時までは支配が続かなかった。1035年に40歳で死去すると後継者争いが起き、北海帝国はクヌートの死後わずか7年で崩壊した。

## 生誕と王位
クヌートはハーラル1世の跡継ぎであるデンマークのスヴェン1世の息子であったため、デンマーク統一の中心となるスカンディナヴィア君主の血統を由来とする。彼の生誕地および生年月日については定かではない。
メールゼブルクのティートマールによる年代記と『王妃エマ讃』は、クヌートの母親がポーランドのミェシュコ1世の娘であったと伝えている。最も有名な中世盛期のノース人史料であるスノッリ・ストゥルルソンの『ヘイムスリングラ』も、クヌートの母を「ヴィンラン（Vindland）の王女グンヒル」と呼ばれたヴェンド人の王ブリスラヴの娘（スラヴ人の王女）と記している。ノース人のサガにおけるヴェンド人の王は常に「ブリスラヴ」という名であるため、これは彼女の父がミェシュコ1世（彼の息子のボレスワフ1世ではない）であったという仮定と矛盾しない。『ハンブルク教会司行録』におけるブレーメンのアダムはクヌートの母親を、スウェーデンの前王妃でエリク6世の妻、そしてこの結婚により生まれたオーロフの母親と同一人物とする点で他と異なる。この問題を複雑にしているのは、『ヘイムスリングラ』や他のサガなどもスヴェン1世がエリク6世の未亡人と結婚したとしているが、これらの史料における彼女はシグリーズという明らかな別人という点であり、スヴェンはクヌートを産んだスラヴ人の王女グンヒルの死後に彼女と結婚している。スヴェン1世の妃が何人いたかやその出自については、様々な説が提示されている。ただし、ブレーメンのアダムのみがスウェーデン王オーロフとクヌートの母を同一人物としているため、大抵はアダムの記述を間違いと見なし、スヴェン1世には2人の妃がおり、1人目はクヌートの母、2人目はスウェーデン王妃であった人物と考えられることが多い。また『王妃エマ讃』では、クヌートの兄弟ハーラル2世をクヌートの弟としている。
クヌートの少年時代の手掛かりは13世紀の史料『フラート島本』に見られ、彼の兵法についてはシグヴァルディの兄弟かつ伝説上のヨムスボルグ伯爵であったのっぽのトルケルおよびヨムスヴァイキングによって、ポメラニア沖のヴォリン島にある彼らの本拠地にて教えを受けたとされる。
13世紀の『クニートリンガ・サガ』には、次のようなクヌートの描写が見受けられる。
クヌートは例外的に高身長で強く、薄く高めに位置しておりやや鉤鼻であったことを除けば、美しい顔立ちであった。色白の顔でもなお、頭髪は美しく濃かった。彼の目つきは、端正な者や鋭い者など他の者らよりも気丈であった。—『クニートリンガ・サガ』より
1013年の夏に彼の父スヴェン王によるイングランド侵攻の際、隷下のスカンディナヴィアの部隊に加わった時点まではクヌートの生涯についてほとんど知られていなかった。それは何十年にもわたって繰り広げられ続いたヴァイキングの襲撃が最高潮を迎えた時期でもあった。ハンバー川に上陸後、イングランド王国は急速にヴァイキングの手に落ちていき、その年末ごろにエゼルレッド2世はイングランドを占拠したスヴェンを残しノルマンディーへ逃れた。その冬のスヴェンは自らの王権を強化する過程にあり、クヌートは艦隊とゲインズバラの軍事拠点の管理を任された。
数ヵ月後の聖燭祭の日（1014年2月3日日曜日）にスヴェンが死去すると、クヌートの兄ハーラル2世がデンマーク王としてスヴェンの後を継いだ一方、ヴァイキングやデーンロウの民衆らも間もなくクヌートをイングランド王として選出した。しかし、イングランド貴族の考えはそれらとは異なっており、賢人会議はエゼルレッドをノルマンディーから呼び戻した。復位した王は直ちに軍を率いてクヌートに対抗した。クヌートは自軍とともにデンマークへ逃れる道中、人質の手足を切断してサンドウィッチの浜辺に置き去りにした。クヌートはハーラルのもとへ向かい、彼らが共同の王位を有する可能性があるとおそらく提案したようだが、これが兄の好意的な姿勢を得ることはなかった。ハーラルはイングランド再侵攻の指揮権をクヌートに与えたと考えられているが、その条件として彼がその主張を強要し続けないこととした。いずれにせよ、クヌートは大規模な艦隊を招集して新たな侵略の開始に成功した。

## イングランド征服

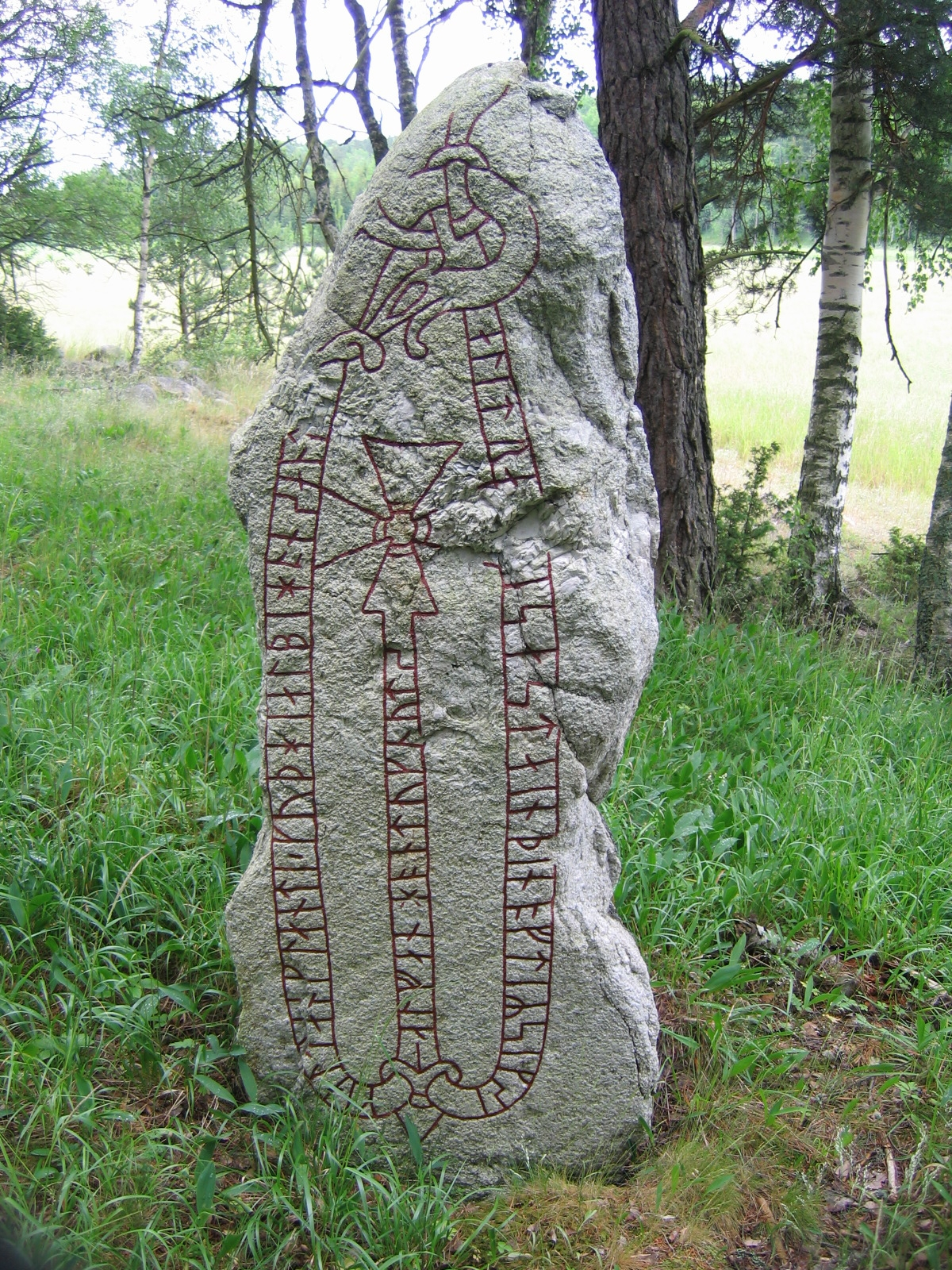
Alliというヴァイキングを記念したルーン石碑「U 194」には、彼が「イングランドでKnútr (クヌート) の報酬を獲得した」とある。

デンマークの同盟国の中には、ポーランド公（後に王位についた）でありデンマーク王家の親戚ボレスワフ1世がいた。彼はポーランド軍の一部を貸与したが、これはその冬にクヌートとハーラルが母親のグンヒルをデンマークの宮廷に連れ帰るため「ヴェンド人と一緒に行った」時にかわした約束であったと考えられる。995年のエリク6世の死およびスウェーデン王太后シグリーズとスヴェンの結婚後、グンヒルはスヴェンにより追い出されていた。この結婚は、スウェーデンの王位継承者であるオーロフと、彼の姻戚であるデンマーク君主らとの間に強力な同盟関係を形成した。スウェーデン人は確かにイングランド征服の協力者であった。デンマーク王家のもう1人の姻戚エイリーク・ハーコナルソンはラーデのヤールであり、弟のスヴェイン・ハーコナルソンとともにノルウェーの共同統治者であった。ノルウェーは999年のスヴォルドの海戦以来、デンマークの主権下にあった。エイリークがこの征服戦争に参加したことで、彼の息子ハーコンがスヴェインとともにノルウェー統治を任された。
1015年の夏、クヌート艦隊は推定1万人のデンマーク軍と共に200隻の艦船でイングランドに向け出航した。彼はスカンディナヴィア中のヴァイキング軍団の指揮官であった。侵攻軍は主に傭兵で構成されていた。侵攻軍はその後14ヵ月間、イングランド軍としばし凄惨な接戦を繰り広げた。実質的にすべての戦闘は、エゼルレッドの長男エドマンド2世とのものであった。

### ウェセックス上陸
『アングロサクソン年代記』の主要な証拠でもあるピーターバラ年代記の写本によれば、1015年9月初旬に「クヌートはサンドウィッチに入り、すぐにケントを回ってウェセックス王国に出帆し、ついにフロム川の河口まで来てドーセット、ウィルトシャー、サマセットに侵入した」とあり、アルフレッド大王の時代以来見られなかった激烈な戦役が始まった。『王妃エマ讃』の一節には、クヌート艦隊の描写について次のようにある。
多様な種類の盾があったため、あらゆる国の軍隊が集まっていると思われるほどであった。... 船首には金が、様々な形の船には銀も輝いていた。金の輝きで恐ろしい敵のライオンを見て、金の顔で威嚇する金属の男達を見て、...船上で死を迫る角が金に輝く雄牛を見て、そのような力の王に対し何の恐れも感じない者がいるだろうか？さらに、この大遠征には、奴隷も、奴隷から解放された者も、生まれの貧しい者も、年老いて弱った者もいなかった。全ての者が高貴で、成熟した年齢で力強く、あらゆる種類の戦に十分に対応でき、騎兵の速度を嘲笑うほどの優れた機動性を持っていた。—『王妃エマ讃』
アルフレッドとエゼルレッドの王朝に長く支配されていたウェセックスは1015年末、その2年前にスヴェンに屈服したように、クヌートに服従した。
この際、マーシア伯爵であったエアドリック・ストレオナが40隻の船とその乗員らと共にエゼルレッド軍を脱し、クヌート陣営に加勢した。もう一人の亡命者は、スヴェンによるヴァイキング侵略に抗戦したヨムスヴァイキング首領であったトルケルで、1012年にイングランドに忠誠を誓った── 『ヨムスヴァイキングのサガ』の一節には、ヨムスボルグの傭兵がイングランド滞在中に2度の攻撃を受け、トルケルの兄弟であるHenningeという人物が犠牲になったという記述があり、このような忠誠心の変化の説明が見受けられる。
仮に『フラート島本』が正しく、トルケルがクヌートの少年時代の庇護者であったとすれば、彼がトルケルの忠誠、究極にはヨムスボルグのヨムスヴァイキングを受け入れたことにも説明がつく。エアドリックと来た40隻の船は、デーンロウの船と考えられることもあるが、おそらくはトルケルの船とされる。

### 北進
1016年初頭、ヴァイキングはテムズ川を渡河してウォリックシャーに襲撃したが、エドマンドの反撃の企図は失敗に終わったようである──年代記の著者は、イングランド軍が解散したのは、エドマンド王とロンドン市民が不在だったためだとしている。クヌートによる真冬の襲撃は、マーシア東部を北上しながら壊滅的な打撃を与えていった。また、軍の召集によりイングランド人が集められ、今度は王が彼らを出迎えたが、「それまでに何度もあったように無駄に終わった」ため、エゼルレッドは謀反の不安を抱えながらロンドンに戻った。その後、エドマンドは北上してノーサンブリア伯爵のウートレッドと合流し、マーシア西部のスタッフォードシャー、シュロップシャー、チェシャーに侵略した。おそらくエアドリックの領地を狙ったとされる。クヌートのノーサンブリア占領はウートレッドが帰国しクヌートに服従したことを意味したが、クヌートはウートレッドとその従者を虐殺させるため、ノーサンブリアの敵対者であるサーブランドを派遣したと見られている。エイリーク・ハーコナルソンは、おそらくスカンディナヴィア人のもう一つの部隊と共に、この時点でクヌートを支援するようになり、熟達したノルウェーのヤールがノーサンブリアの統治を担った。
エドマンド王子は、ロンドン・ウォールに囲まれたその都市に留まり、1016年4月23日のエゼルレッドの死後、王に選出された。

### ロンドン包囲

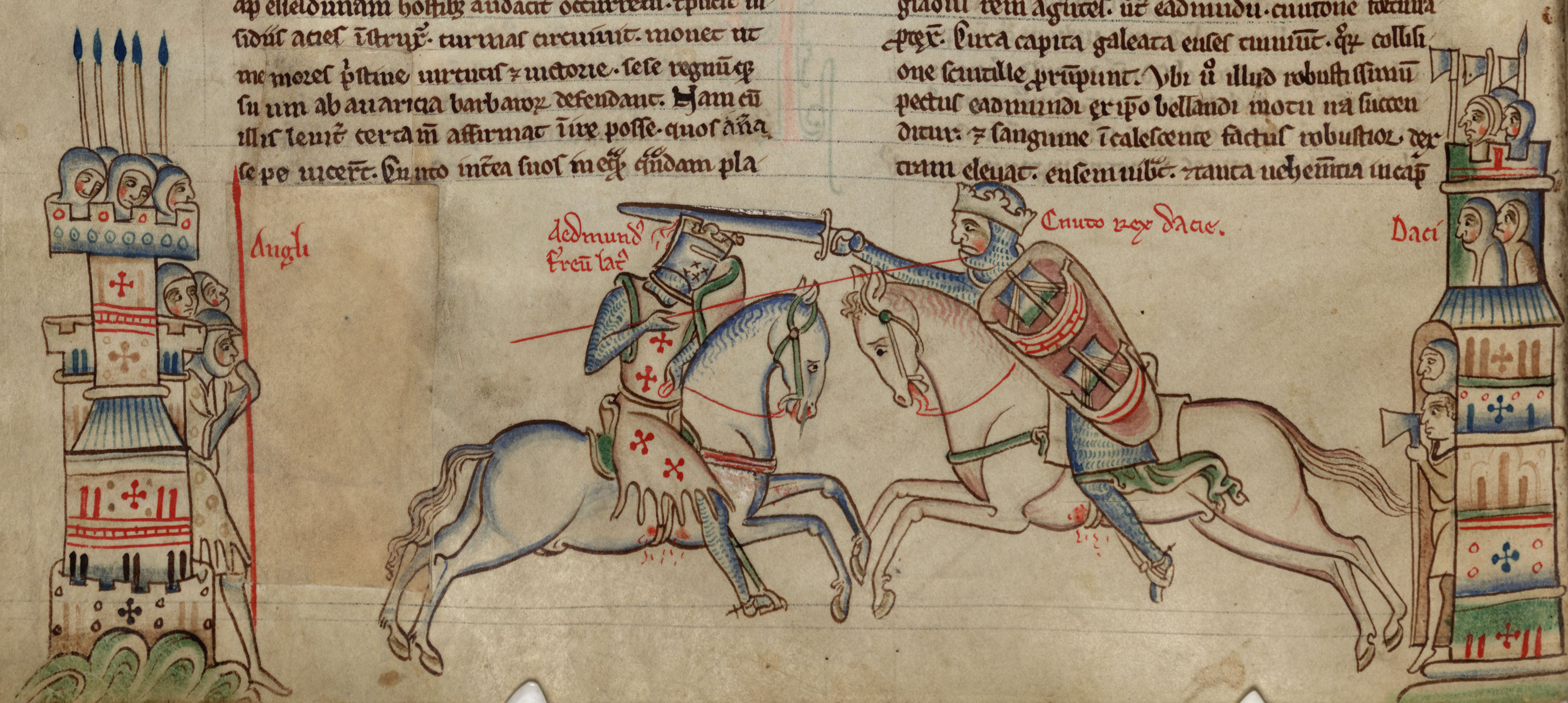
エドマンド2世（左）とクヌート1世（右）が描かれた中世の彩飾。マシュー・パリスの『大年代記（Chronica Majora）』より

クヌートは南下し、デーン軍はどうやら複数に分かれた。一部は、クヌートによるロンドン包囲完了前にロンドンを脱してイングランド王政の伝統的中心地であるウェセックスに軍を集めに行ったエドマンドに対処し、また一部は、ロンドンを包囲して北側と南側に堤防を築き、川上の連絡を断つためにテムズ川の土手にロングシップのための水路を市の南側に掘った。
サマセットのペンセルウッドで行われた戦いは、セルウッドの森にある丘がその場所とされており、その後にウィルトシャーのシェーストンで行われた戦いは二日間に及んだが、エドマンド軍はどちらにも勝利することはできなかったとされている。
エドマンドはロンドンを一時的に救い、敵を追い払ってブレントフォードでテムズ川を渡った後に彼等を撃破した（ブレントフォードの戦い）。大きな損失を被った彼は、新たな兵力を集めるためにウェセックスに退却し、デーン人は再びロンドンを包囲したがまたもや攻撃に失敗し、イングランド人の攻撃を受けてケントに後退し、オットフォードで戦った。この時点でエアドリックはエドマンドのもとに渡り、クヌートはテムズ川河口を北上してエセックスに出帆し、上陸地からオーウェル川を遡ってマーシアを荒らし回った。

### 条約によるロンドン獲得
1016年10月18日、デーン人が船に向かい退却する際にエドマンド軍と交戦し、エセックス南東のアシンドン、または同北西のアシュドンにて展開されたアッサンダンの戦いという結果につながった。続くその戦闘にて、イングランド側に戻っていたエアドリックは、おそらくその策略から軍を撤退させ、イングランドに決定的敗北をもたらした。エドマンドは西に逃れ、クヌートはグロスタシャーまで追走したが、エドマンドはウェールズ人の一部と同盟を結んでいたため、ディーンの森付近で別の戦闘があったとされる。
クヌートとエドマンドはディアハースト近くの島で和平交渉のための会合を開いた。テムズ川より北側のイングランドはデンマーク王子の領地とし、南側はロンドンとともにイングランド王の領地とすることで合意された。全領域の統治権は、エドマンドの死後、クヌートに引き継がれることになっていた。エドマンドはこの合意から数週間以内の11月30日に死亡した。エドマンドは殺害されたと主張する史料もあるが、その死亡時の状況は不明である。西サクソン人はクヌートを全イングランドの王として受け入れ、彼は1017年のロンドンにて、カンタベリー大主教のリーフィングによって戴冠された。

## イングランド王
クヌートはほぼ20年間にわたってイングランドを治めた。彼がヴァイキングの攻撃——その多くは彼の指揮下にあった——に対して与えた保護が、980年代にヴァイキングの襲撃が再開されて以来、ますます損なわれていた繁栄を回復させた。同様にイングランド人は、彼がスカンディナヴィアの大部分の支配を確立するための手助けもした。彼の支配下のイングランドは、外部からの深刻な襲撃に遭うことはなかった。

### デーンゲルドと権力強化
デーン人のイングランド王としてのクヌートは、強大なウェセックス王朝の生き残りからの、予想される抵抗を素早く排除した。彼の治世の初年には、彼が疑わしいと考えた多くのイングランド貴族が処刑された。エゼルレッドの息子エドウィ・アシリングはイングランドから逃れたが、クヌートの命令で殺された。エドマンドの息子達も同様に国外に逃亡した。エゼルレッドとエマ・オブ・ノーマンディーの息子達は、ノルマンディー公国の親族の保護を受けた。
1017年7月、クヌートはエゼルレッドの未亡人にしてノルマンディー公リシャール1世の娘であるエマ・オブ・ノーマンディーと結婚した。エマとの結婚には、悪化していたデーン人とノルマンディー公国の関係を修復する意味も含まれていた。 1018年、全国で徴収し7万2千ポンドに達した総額に加え、ロンドンで徴収した1万5百ポンドという莫大な額のデーンゲルドを集金したクヌートは、軍隊に賃金を払って解雇し、彼らのほとんどを帰国させた。彼は40隻の船とその乗組員をイングランドの常備軍として保持した。エゼルレッドが1012年に、彼に仕えたスカンディナヴィア人らに見返りを与えるために制定したものと同じシステムを利用し、heregeld (軍隊への給与) と呼ばれる年税が徴収された。
クヌートは、複数のシャイアが1人のエアルドルマンの下にまとめられるという既存のイングランドの傾向に基づいて、イングランドを4つの大きな行政単位に分割し、その地理的範囲は、イングランド統一に先立つ独立した諸王国の中で最も大きく、かつ耐久性のあるものを基準とした。これらの領地を担当する役人はen:Earlに指名された。ウェセックスは当初クヌートの個人的な支配下に置かれた一方、ノーサンブリアはエイリーク・ハーコナルソンに、イースト・アングリアはトルケルに、マーシアはエアドリックの管理下に委ねられた。
この最初の権力配分は長くは続かなかった。慢性的に不誠実であったエアドリックは、クヌートの即位後1年以内に処刑された。マーシアはその地の有力な家系の一つに引き渡され、最初はおそらく、エゼルレッドの下でウィッチェのエアルドルマンであったレオフウィンに、そしてすぐに彼の息子のレオフリックに受け継がれたとされる。1021年にはトルケルが失墜し追放された。1030年代までにはクヌートによるウェセックスの直接統治が終わると共に、サセックスの豪族出身のイングランド人ゴドウィンの下に伯爵の地位が置かれた。一般的に、治世の最初の数年間はスカンディナヴィア人の家臣に頼っていたが、のちにクヌートは、彼の信頼を得た既存のイングランド貴族のアングロサクソン系一族に、伯爵領の統治を担うことを認めた。斯くしてクヌートは、侵略者として弾圧するよりも現地の貴族等と協力した統治を進めた。

### 東方の情勢

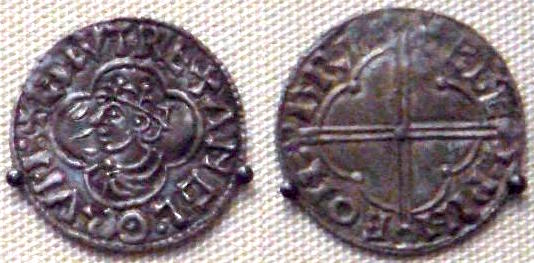
クヌートの肖像が彫られた硬貨。大英博物館所蔵。

1016年のネシャールの海戦にて、オーラヴ2世はデーン人からノルウェー王国を勝ち取った。エイリーク・ハーコナルソンがイングランドに発ってからしばらくして、スウェーデンに退却していたスヴェンが死亡した時、おそらくノルウェーに援軍を連れて戻るつもりだったとされるが、エイリークの息子ハーコン・エイリークソンも彼に同行してイングランドでクヌートを支援した。
クヌートの兄ハーラルは、1016年のクヌートの戴冠式に出席し、その後のある時点で艦隊の一部と共にデンマーク王として帰国したのかもしれない。1018年にカンタベリー大聖堂と共にあった協会にて、クヌートのものと並んで彼の名前が記されたことのみは確かである。これは決定的なものではない。というのも、その記入はハーラルが不在の間に、おそらくクヌート自身の手によって行われた可能性がある。つまり、大抵の場合ハーラルは1018年に死亡したと考えられており、この時点で彼が生きていたかどうかは明らかではない。カンタベリーのコデックスに義兄の名を記載したことは、ハーラル殺害への報復を教会に有利にするための、クヌートの企図だったのかもしれない。これは、魂が神の加護の下にあることを示す単なるジェスチャーだったのかもしれない。
イングランドとデンマーク、どちらの海岸であったかは不明だが、1018年にクヌートが「海賊」と戦い、30隻の船の乗組員を殺害したという証拠がある。イングランドとデンマークの王として書かれた1019年の手簡（デンマーク発イングランド宛）にて、彼自身は騒動について触れている。これらの出来事は、尤もらしく、ハーラルの死と関連していると見られる。クヌートは、デンマークがイングランドを確実に、自由に援助できるよう反対派に対処したと述べている。
クヌート王がイングランドの大主教、教区司教、Thurkil伯、全伯爵、…聖職者、そして信者に対し友好の挨拶をする…余は慈悲深い領主であり、神の道理と世俗の法の忠実な順守者になることを告げる。神の道理…そして民衆の利益 (の維持にて司教らを支援するようエアルドルマンらに説き勧める)。

もし聖職者であれ平信者であれ、デーン人であれイングランド人であれ、誰かが神の法と余の王権、あるいは世俗の法に僭越にも背いた場合、余の司教らの指示に従って改心し止めようとしなければ、余は祈り、また可能であればThurkil伯に命じ、悪事を働く者に正しい行いをさせるようにする。もしその者ができなければ、その時は余の意志として、我等二人の力で、身分の高低を問わず、その者をこの地で滅ぼし、あるいは追い出すことにする。そして、余の意志は、全ての国民、聖職者と平信者が、オックスフォードで選び誓ったエドガーの法律を、堅実に守ることである。

余は金を惜しまなかった故、敵意が諸君らを脅かしていた限り、神の助けを得てそれに終止符を打った。その時、我等が好んだよりも大きな危機が迫っていることを余は知らされた。その後、余は同行した者らと共に、最大の被害を受けたデンマークに赴き、神の助けを得て、諸君が余を正当に支援し、余の命が続く限り、今後決して向こうから敵意が届くことのないようにした。今、余は全能の神の助けと慈悲に感謝しており、我等に迫っていた大きな危機を余が鎮めた故、そこからの脅威を恐れる必要はないが、もし必要であれば、万全の助けと救済を期待できるだろう。—1019年のクヌートの手簡より
Trow 2005, pp. 168–169

### 政治的手腕
クヌートは一般的に、賢明で成功を収めたイングランド王として記憶されているが、こう思われる一因として、歴史的記録物の保持者である教会の処遇が良かったことが一因と考えられている。その結果、2人の妻と明らかに罪深い関係にあったにもかかわらず、また、敵対者とはいえ同じキリスト教徒に厳しい仕打ちをしていたにもかかわらず、今日でも宗教心のある人物として、彼の話を聞く。彼は教会税を納めさせ、聖職者達と共にデーン人に対してキリスト教改宗を促していた。
彼の治世にて、クヌートはイングランド人とデーン人の王国をまとめ上げ、スカンディナヴィアとサクソンの人々は、スカンディナヴィア全域及びブリテン諸島内で優位な時代を迎えた。彼の下では、アングロサクソン人とデーン人は等しい地位にあったのである。彼の海外での軍事作戦により、ヴァイキングの支配権はイングランドに有利な状況となり、ロングシップの舳先はスカンディナヴィアに向けられることになった。彼はデーンロウの憲法とスカンディナヴィア人の活動を全般的に認めるため、エドガー王の法律を復活させた。この法律の引き継ぎには、正統なイングランド王と認めてもらいたいというクヌート自身の思惑や、彼がウェセックス家の後任であることを知らしめる目的もあった。
クヌートは、現存する法律を復活させ、彼の目に留まった民衆の苦情を解消するために一連の布告を出し、その中には、「無遺言死亡の場合の相続について」や「ヘリオットと相続上納金について」などが含まれた。彼は、I CnutとII Cnutの二部から構成されるクヌート法典を公布したが、これらは主にヨーク大主教のウルフスタンが作成したものと見られている。

## デンマーク王

### ローマへの旅程

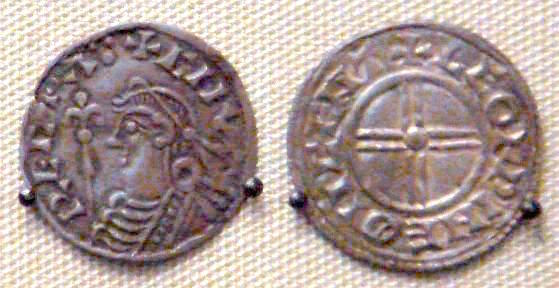
クヌートの肖像が彫られた硬貨。大英博物館収蔵。

スカンディナヴィアの敵が服従し、どうやら時間的余裕ができたと見られるクヌートは、ローマで神聖ローマ皇帝コンラート2世の即位式を観る招待を受けることができた。彼は北部での情勢を後にして、デンマークから1027年の復活祭に開かれた戴冠式に臨んだ——中世ヨーロッパの支配者らにとって、キリスト教世界の中心地への巡礼は注目に値する敬意であった。帰路での彼は、1019年の時と同様に手簡を出し、イングランドの家臣に国外から彼の意思を伝え、自らを「全イングランドとデンマーク、ノルウェー人、そしてスウェーデン人の一部の王」と宣言した。
キリスト教徒の王としてクヌートの役割に相応しく、クヌートはローマに行き、自分の罪を悔い、贖罪と家臣の安全を祈り、イングランドの大司教のパリウムの費用を減らすため、そしてカンタベリーとハンブルク・ブレーメン大司教区がデンマークの大司教区に対する優位性を競うことを解決するために、教皇と交渉した。また、ローマへの道中の巡礼者や商人を取り巻く状況の改善も依頼した。彼自身の言葉では以下のように表現されている。
 ...余は皇帝、教皇、そしてそこにいる王子達と、余の王国全土の全ての人々、イングランド人とデーン人双方へ、ローマへの途上にて、より公正な法律と安全な平和が与えられ、彼等が道中の多くの障壁によって制限されたり、不当な通行料によって悩まされたりしないようにという要求についての話をした。皇帝は同意し、料金所のほとんどを管理するロベール王も同様であった。そして、全ての有力者達は、余の民、商人と信仰のために旅をする人々の双方が、障壁や通行料の徴収者に悩まされることなく、確固たる平和と公正な法のもとにローマに行き、帰ってくるという勅令に基づいて確認した。—1027年のクヌートの手簡より
Trow 2005, p. 193
クヌートの文書に出てくるロベール王 (King Robert) は、恐らく独立したブルグント王国最後の君主であったルドルフ3世 (Rudolph) の誤記とされる。それゆえ、教皇、皇帝、ルドルフの厳粛な言葉は、4人の大司教、20人の司教、そして「数え切れない程多くの公爵や貴族」の立会人と共に伝えられたが、それは式典が完了する前だったことを示唆している。クヌートは自分の役割に熱意を持ち、疑いなく心身を打ち込んだ。公正なキリスト教の王、政治家、外交官、不正に対抗する活動家としての彼のイメージは、現実に根差したものであったと同時に、彼が与えようとしたものでもあったと見られる。
ヨーロッパ内での彼の地位を示す好例は、クヌートとブルグント王が皇帝の列に横付けし、同じ台座の上に肩を並べて立ったという事実である。クヌートと皇帝は、様々な資料によると、年齢が近いこともあり、兄弟のように互いに付き合っていたという。コンラートはクヌートに、友好条約の証としてシュレースヴィヒ公国のマーチ (領土)——スカンディナヴィア人の諸王国と大陸との間に架けられた陸橋を割譲した。この地域で何世紀にも及んだデーン人とゲルマン人の衝突は、バルト海の入江であるシュライ湾のシュレースヴィヒから北海にかけて、ダーネヴィアケの建設の原因となった。
ローマへのクヌート訪問は大成功だった。Knútsdrápaの詩にて、作者のシグヴァト・ソルザルソンは「皇帝にとって重要であり、ペテロと親密であり」と自らの王であるクヌートを称賛している。キリスト教世界の時代では、神に好かれているとされる王は、幸せな王国の支配者となることを期待された。教会や民衆とだけでなく、南の対立者との同盟により、北の敵対者との紛争を終わらせることができ、彼がより強い立場にあったのは確かである。彼の手簡は同国人に、ローマでの成果だけでなく、帰国後のスカンディナヴィア世界での野望も以下のように伝えている。
 ... 余は出発した時と同じ道で戻り、デンマークに行き、全デーン人の助言のもとに、可能なら我等から命と支配を奪いたかったが、神が彼等の力を破壊したことでそれができなかった民族や人々と、和平の調停と確固たる条約を結ぶために赴くことを、皆に知ってほしい。彼の寛大な慈悲により、我等を支配と名誉のうちに保ち、以後、我等の全ての敵の権威と力を散らし、無にして下さることを！そして最後に、周囲の人々との和平が取り極められ、ここ東にある王国が全て適切に整い鎮まり、どの方面からの戦争、あるいは個人の敵意も恐れないようになった時、余は今夏の可能な限り早い時期にイングランドに参上し、艦隊の装備に注視する所存である。
—1027年のクヌートの手簡より
クヌートはローマからデンマークに戻り、デンマークの安全保障を整えた後、イングランドに向けて出航することになっていた。

## ノルウェーおよびスウェーデン王
1027年のクヌートの書簡にて、彼は「ノルウェー人、そして一部のスウェーデン人」の王として自らについて言及している。クヌートはスカンディナヴィア諸王国の平和を保障すべくデンマークへ向かう意図について述べており、これは1027年のクヌートが一部のノルウェー人が不満を持っていると聞き、彼の王位の主張への支持を得るため彼らに金銀を送ったというウスターのジョンの記述と一致する。
1028年、彼がデンマーク経由でローマから帰国すると、イングランドからノルウェーのトロンハイムに向け、50隻の艦隊を率いて発った。ノルウェーの貴族らはクヌートから賄賂を受けていたことと、（ブレーメンのアダムによると）ノルウェー王オーラヴ2世が魔術のために貴族らの妻を捕らえることがあったため貴族は王に味方せず、オーラヴ2世はいかなる抵抗もできずに身を退いた。こうしてクヌートは現在のデンマーク、イングランド、ノルウェー、そしてスウェーデンの一部の王となった。クヌートはラーデ伯領を、かつてラーデのヤールであったエイリーク・ハーコナルソンの息子ハーコン・エイリークソンに与えた。ハーコンは恐らくエイリークの後を継いでノーサンブリア伯でもあった。
独立したノルウェーの王たちを敵視してきた長い伝統を持つ一族の一員であり、クヌートの親戚でもあるハーコン・エイリークソンは、1016年から1017年にかけてすでに島々やウスター伯領の領主となっていたとされる。アイリッシュ海、およびオークニー諸島やノルウェーへつながるヘブリディーズ諸島のシーレーンは、スカンディナヴィア半島とブリテン諸島の支配を得るというクヌートの野心の中枢であった。ハーコンはこの戦略的な鎖におけるクヌートの副官となり、1028年のオーラヴ追放後の最後の構成要素は、ノルウェーにて彼が国王代理として任命されたことであった。しかし不運なことに、1029年末あるいは1030年初頭、彼はペントランド海峡にて船が沈没したことで溺死した。
ハーコン・エイリークソンの死後、オーラヴ2世はスウェーデン人を従えた軍勢とともにノルウェーへ戻ったが、スティクレスタドの戦いにてクヌートと手を結んだノルウェー豪族に敗れ戦死した。王妃エルフギフとその長男スヴェンを通じた、ラーデのヤールの支援を欠いた状態でのクヌートによるノルウェー支配の次なる目論見は失敗した。ノルウェーにおいてその時期は、重税と反乱、そして前王オーラヴ2世の非嫡出子であったマグヌス1世の王朝（ホールファグレ朝）の復活という「エルフギフの時代（Aelfgifu's Time）」として知られている。

## 西の海路への影響
1014年、クヌートがイングランドへの再侵攻を準備していた頃、クロンターフの戦いでは、ダブリンの防壁前の戦地に展開した軍の隊列が戦っていた。レンスターの王モール・モルダと、ダブリン王国のノース系ゲール人の君主シグトライグは、アイルランド上王のブライアン・ボルに対する反乱への支援を要請するために、全てのヴァイキング王国に使者を派遣した。オークニー伯爵のシグルド・フロドヴィルソンがノース人の全軍の指揮を任された一方、上王はマー伯爵のドムナルが率いたスコットランド人からの支援を求めた。レンスターとノース人の同盟軍は撃破され、両軍の司令官だったモールとシグルドは戦死した。ブライアンと彼の息子、孫、ドムナルも同様に殺された。シグトライグは生存したが彼の同盟は破棄され、アイルランドの上王権は再びモール・セックネールのイー・ネイール朝に戻った。
ダブリンのヴァイキング達にとって、アイリッシュ海海域での自由な時代は短く、北大西洋島嶼部の西海域全体に政治的空白の兆しがあった。その空白を埋めるため向かった彼等の中で突出していたのが、「スカンディナヴィア世界の統率力が西方の植民地に独特の影響力をもたらし、商業動脈の管理が政治的支配に経済的優位性を与えた」クヌートであった。ダブリン王のシグトライグにより鋳造された硬貨には、クヌートの四葉型があり——1017年から25年頃に発行された——散発的に彼の名前が入った銘に置き換えられ、「ダブリンの」または「アイルランド人の」支配者として称されていることから、クヌートの影響の証拠を提供する。更なる根拠は、クヌートの勅許の三つのうちの一つSihtric duxの印字である。
クヌートの宮廷詩人シグヴァト・ソルザルソンは、その詩の中で、高名な王子達がクヌートのもとに自らの首を差し出して和平を買ったことを物語っている。この詩ではオーラヴを過去時制にて触れているが、彼がスティクレスタッドの戦いで死亡したのは1030年であった。それ故、これとノルウェーを統合した後のある時点で、クヌートは1031年に軍隊とアイリッシュ海の海軍と共に、スコットランドに赴き、スコットランドの3人の王、マルカム2世とその後王位に就いたマクベス、Iehmarcの降伏を無血で受け入れた。三名のうちのIehmarcは、ギャロウェイを領地とするイヴァル朝の酋長にして、アイリッシュ海の海上王国の支配者であったen:Echmarcach mac Ragnaillとされる。このような次第ではあるが、マルコムはクヌートの支配権をほとんど忠実に守らなかったようで、クヌートの死亡時までにはスコットランドへの影響力は消滅した。

## 教会との関係

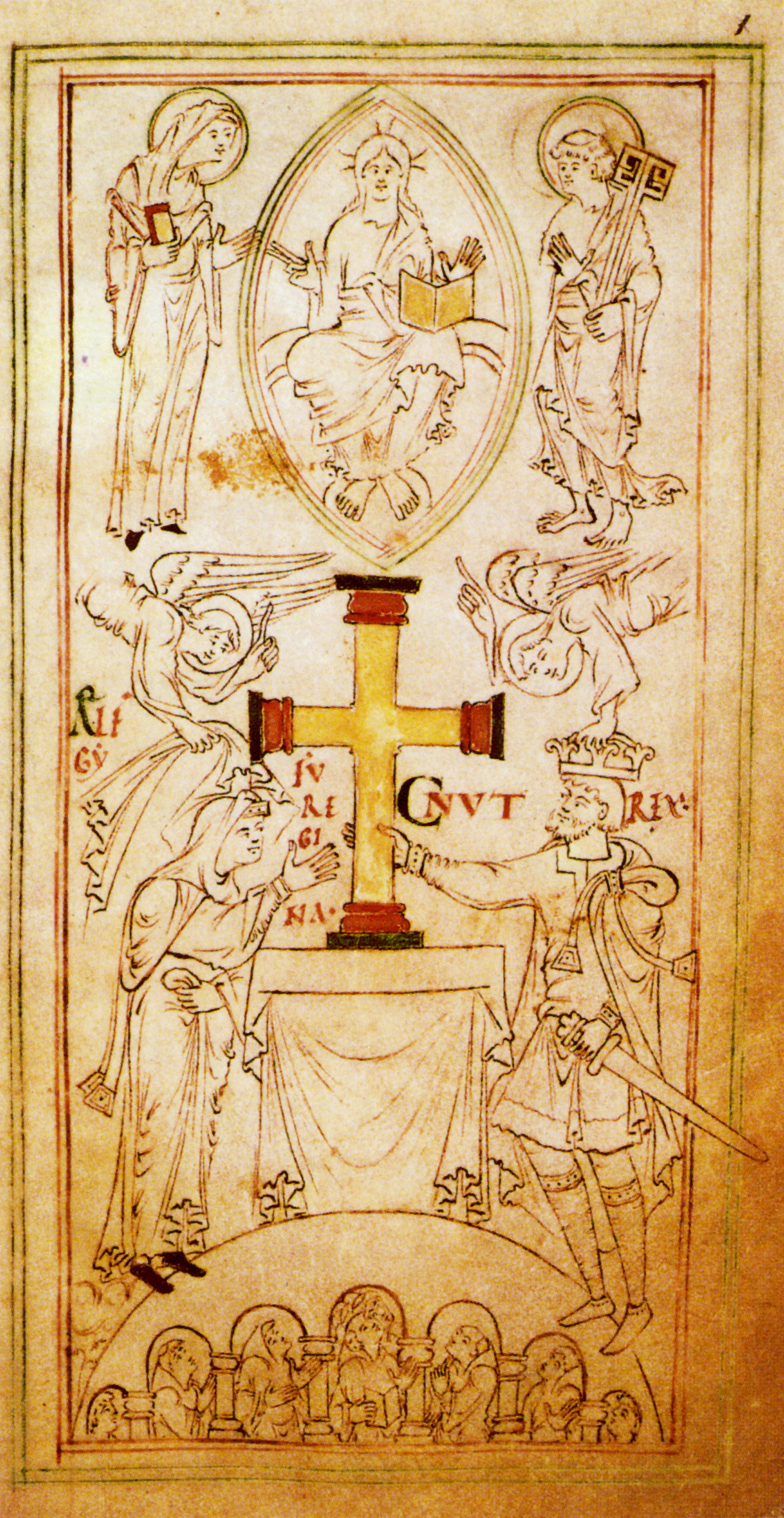
ウィンチェスターのハイド修道院にクヌートが巨大な黄金の十字架を贈ったことで、天使がクヌート (右下) に王冠を授けている。左下は王妃エルフギフ、上段は左から順に聖母マリア、イエス・キリスト、ペトロを表す。大英図書館収蔵の『生命の書 (Liber Vitae) 』より。

征服者としてのクヌートの行動と、転覆した王朝に対する冷酷な仕打ちは、教会との関係に彼に不安を抱かせた。スカンディナヴィアのキリスト教化は全く達成されていなかったが、彼は王である前からキリスト教徒であった——洗礼の際にランバート (Lambert) と名付けられた。彼は既にエルフギフと結婚していたが、エクセターの私有地の南部に取り籠められていたエマとの婚姻は、教会の教義に対する新たな確執であった。教会関係者と和解する努力をしようと、クヌートはヴァイキングの略奪の犠牲となったイングランドの教会や修道院を全て修復し、財源を補填した。また、彼は新しい教会を建設し、修道会社会の熱心な擁護者でもあった。彼の故郷デンマークは、キリスト教国として台頭してきており、宗教を増進しようとする欲求がまだ新鮮だった。例えば、スカンディナヴィアで最初に建てられたと記録された石造りの教会は、1027年頃のロスキレにてであり、その後援者はクヌートの妹エストリズ・スヴェンスダッタだった。
クヌートの教会に対する姿勢が、深い宗教的信仰心に由来するのか、又は単に政権の民衆への支配力を強化するための手段だったのかを突き止めるのは難しい。オーラヴ2世のように、ヴァイキングの指導者達はキリスト教の教えの厳格な順守にこだわったが、クヌートのスカルド詩が北欧神話を飾り立てることに彼は十分満足したという、彼を賛美する詩の中には異教を尊重していた証拠がある。しかし、彼はまた、ヨーロッパの中で立派なキリスト教国家でありたいとの願望を表している。1018年、リーフィングがローマから戻った時に、教皇から激励の手簡を受け取るためにクヌートはカンタベリーにいたとする史料もある。この年代記が正しければ、恐らく彼はカンタベリーからオックスフォードでの賢人会議に行き、この出来事を記録するためヨークの大司教ウルフスタンも同席したと見られる。
彼のキリスト教世界に対する贈り物は広範囲に及び、しばしば豊かであった。一般的には土地が与えられ、税金が免除され、聖遺物も与えられた。カンタベリー教会は、重要な港であるサンドウィッチの利権と免税措置を付与され、祭壇の上に憲章を置くことを確認すると共に、ロンドン市民の不満を買いつつエルフェージの聖遺物を入手した。王の厚遇を受けたもう一つの司教区はウィンチェスターであり、財政面においてカンタベリーに次いでいた。ニュー・ミンスターの『生命の書』 (Liver Vitae) はクヌートを僧院の後援者として記録しており、銀500マークや金30マルク、様々な聖人の遺物と共にウィンチェスターの十字架が贈られた。オールド・ミンスターは聖ビリヌスの遺物のための聖堂の受領者であり、おそらくその特権の堅信礼であった。イヴシャム Eveshamの大修道院長エルフワード Ælfweardは、エルフギフ夫人 (エマ女王よりはおそらくエルフギフ・オブ・ノーサンプトン) を通じた王の親戚だと言われており、聖ウィグスタンの聖遺物を得た。彼のスカルド詩が「宝物を破壊している」とした、このような廷臣への気前の良さは、イングランド人には人気があった。しかし、全てのイングランド人が彼を支持したわけではないことへの留意は肝要であり、税金の負担は大いに感じられていた。彼のロンドンの教区に対する態度は、明らかに穏やかなものではなかった。イーリーやグラストンベリーの修道院との関係も良好ではなかったようである。
近隣の国々にも様々な贈り物が与えられた。その中には、シャルトルに贈られたものもあり、その司教は次のように書いている。「貴殿が送ってくれた贈り物を見て、我々はその知識と信仰に驚きました...異教の王子と聞いていた貴殿が、キリスト教徒であるだけでなく、神の教会や奉仕者に最も手厚い寄付をしていることが分かりましたから。」クヌートはピーターバラで作られたソルターやサクラメンタリーをケルンに贈り、金で記された書物やその他の贈呈品はアキテーヌ地域圏のギヨーム5世に贈られた。この金の書物は、アキテーヌの守護聖人聖マーシャルを使徒とする、アキテーヌ住民の主張を支持するものだったとされる。ある程度の帰結として、その受領者は熱心な職人であり、学者であり、敬虔なキリスト教徒であり、そして聖マーシャル修道院は、クリュニーの修道院に次ぐ偉大な図書館かつ写字室でもあった。クヌートの贈呈品は、今日知ることが出来る以上のものであることも有り得る。
クヌートの1027年のローマへの旅路は、キリスト教に対する彼の献身の別の証である。彼は二大国間の関係を強化するために、コンラート2世の戴冠式に出席したのかもしれないが、彼はかねてより天界の鍵を持つペトロの寵愛の追求を誓っていた。ローマ訪問中のクヌートは、イングランドの大司教達がパリウムを受領するために彼らにより支払われる代金を減額するための協定を、教皇と結んだ。また、自国からの巡礼者が不当な通行料により制限されぬよう、尚且つ、彼らのローマへの往復路が保護されるよう彼は手配した。1030年に2度目の巡礼旅行をしたという証拠もいくつか存在する。

## クヌートの死と後継
クヌートは1035年11月12日に死去した。デンマークではハーデクヌーズが後を継いでクヌート3世として支配したが、スカンディナヴィアにてノルウェーのマグヌス1世と交戦中でありながら、ハーデクヌーズは「デンマークに長く滞在しすぎたためイングランド人に見捨てられた」。その後ウェセックス家が再び君臨するようになったのは、エドワード懺悔王がノルマンディーに亡命していたところを連れ出され、彼の異母兄弟であるハーデクヌーズと条約を結んだためである。クヌートの死後に起きた紛糾の中、ゴドウィンはアルフレッドを暗殺し、アルフレッドの弟エドワードは賢人会議での合意を得て即位させられた。
クヌートの息子たちが彼の死から10年以内に死亡していなければ、また、彼の死の8ヵ月後にコンラート2世の息子ハインリヒ3世と結婚した唯一の娘グンヒルが、神聖ローマ帝国の皇后になる前にイタリアで死亡していなければ、クヌートの治世はイングランド・スカンディナヴィア間の完全な政治連合、そして神聖ローマ帝国と血縁関係のある北海帝国の基礎となっていたかもしれない。

### ウィンチェスターの遺骨
クヌートは現在のドーセット州シャフツベリーにて死亡し、オールド・ミンスターに埋葬された。1066年のノルマン・コンクエストを契機に、ノルマンディーの新政権は中世盛期の壮大な大聖堂や城の野心的な計画を立て、その到来を知らせようとしていた。ウィンチェスター大聖堂はアングロ・サクソンの跡地に建設され、クヌートの遺品を含む以前の埋葬品はそこの安置箱に納められた。17世紀のイングランド内戦時には、円頂党の略奪兵らがクヌートの骨を床に撒き散らしたため、ウィリアム2世の箱をはじめとする他の様々な箱のなかに散逸してしまった。イングランド王政復古の後、他の骨と多少混ざってしまったものの骨は集められて箱の中に戻された。

## クヌートと波の説話
クヌートと波の説話（英語：King Canute and the tide）とは、12世紀の歴史家であるヘンリー・オブ・ハンティングドンによって記された、クヌートの信心または謙遜に関する創作された逸話である。
彼は世辞を述べる臣下らに対して自然の力（迫り来る潮汐）をコントロールできないことを明示し、世俗的な力は神の全能の力の前では無力だと説明している。この逸話は、避けられない出来事の「潮流を止めようとすること」の無益さを指摘する文脈にて頻繁に暗示されているが、大抵の場合はクヌートが超自然的な力を持つと自ら信じていると偽って伝えられており、ハンティングドンの話と実際には逆のことを物語っている。

### 逸話

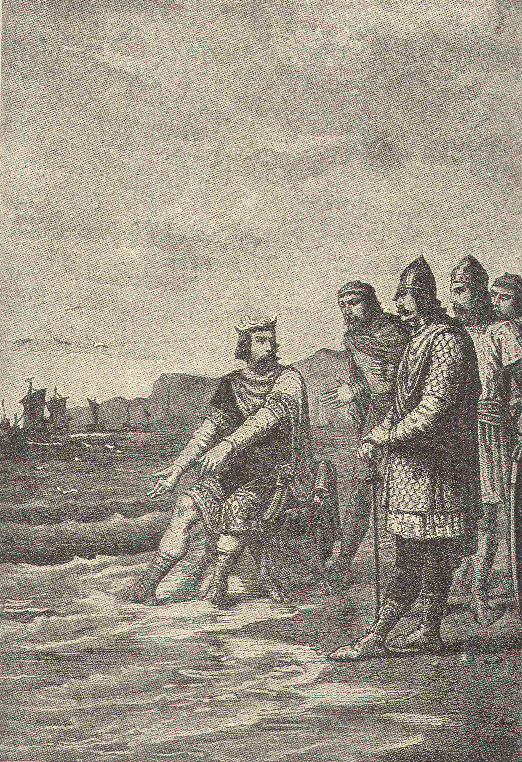
アルフォンス・ド・ヌヴィルによる絵画Canute Rebukes His Courtiers。

ハンティングドンは、クヌートの「優美で高尚な」行動の3つの例のうちの1つとしてこの物語を語っており（戦場での勇敢な行動は除く） 、他の2つは後の神聖ローマ皇帝と娘との結婚を手配したこと、そして1027年の皇帝戴冠式に際したローマへのガリア横断道路（アルル王国）の通行料引き下げ交渉である。
ハンティングドンの記述では、クヌートは海岸に玉座を置き、潮に対して彼の足と衣を濡らさないよう命じたという。しかし、「常のごとく上昇し続ける潮は、王であるその方に敬意を払わず御御足に塩水を浴びせた。そして王は後ろに跳び退きこう仰った。『すべての者に王の力がいかに無力で無価値であるかを知らしめよ。天と地と海が不変の法則に従う神をおいて、その名に相応しい者は誰もいないからだ』」。彼は十字架像に自らの金の王冠を掛け、「全能の王たる神の敬意に対して」二度とそれを被ることはなかった。
後世の歴史家らはこの説話を繰り返し伝え、彼らの多くはクヌートに潮汐が従わないことをより明確に認識させるよう脚色し、彼の臣下らの世辞を訓戒するためにその場面を演出した。潮に命じた者ら、すなわちグラモーガンの聖イルトゥード、グゥイネッズ王国の王マエルグン、ブルターニュのトゥイルベ（Tuirbe）などのケルト人の説話においても草創期の類似点がみられる。

### 諺に用いられる言及
現代のジャーナリズムまたは政治学におけるこの伝説へのよく知られた言及は大抵、「潮を止めようとすること」の「クヌートの傲慢さ」という観点から説話を引用する。しかし用法については、エコノミスト誌のスタイルガイドに次のようにある。
海辺でのクヌートの実演は、彼は真実であると知っていたが臣下が疑っていたこと、すなわち彼が全能ではないことを彼らに納得させるために計画された。彼が足を濡らし驚いたと仄かしてはならない—。
この説話は例えば、2005年のハリケーン・カトリーナへのニューオーリンズ市議会の対応を象徴するものとしてスタシー・ヘッドによって、また、2011年の英国のプライバシー差し止め論争において、インターネット上の「止むことのない情報の流れ」を止めようとしたライアン・ギグスの試みについて「フットボール界のクヌート王」として彼に言及したマーク・ステファンズなどによって引用された。これらやその他多くの通俗的説明は、クヌートがまさにそうした自然の力を操れないことと、神のより大きな権威への敬意を示すために潮汐を利用したというハンティングドンの記述を誤って伝えたものである。
第15代アメリカ合衆国最高裁判所長官のウォーレン・バーガーは、1980年のチャクラバティ判決（447 U.S. 303）においてクヌートに言及し、微生物は「遺伝子研究に終止符を打つことはできないだろう」と特許の否認を述べた。バーガーはこれを、潮汐に命じるクヌートになぞらえている。

### 史実性と想定される場所

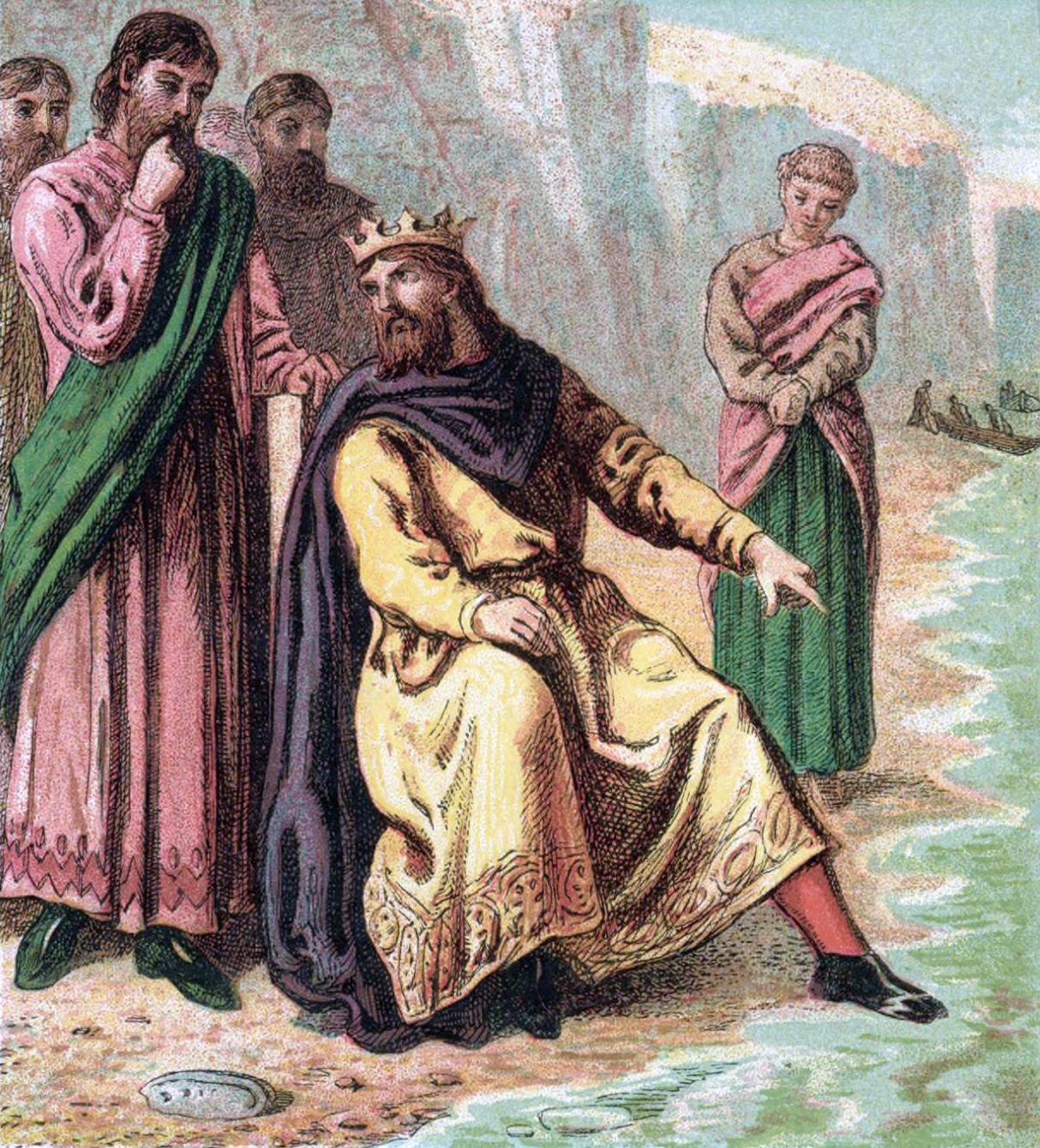
ジョセフ・クロンヘイムによる19世紀の絵画。

当時の『王妃エマ讃』には波の説話への言及がなく、この史料が「ローマに向かう途上にて、サントメールの僧院と貧者へのクヌートの惜しみない贈り物と、それに伴う涙と大袈裟な目撃談」を伝えているため、それは非常に敬虔な献身を記録したのであって、史実ではないことを示唆するとされる。
11世紀の聖人伝作家ゴスリンは後にそれどころか、クヌートはウィンチェスターのある復活祭にて十字架の上に王冠を掛けたものの、海辺での実演や「イエスは彼よりもそれに相応しいと説明して」といった言及はなかったとしている。しかしこの話の裏には、「計画された敬虔な行為における事実の元」がある可能性を含む。
一方、オックスフォード大学のマルコルム・ガッデン教授は説話を単に「それは12世紀の伝説であり、（中略）そして当時の歴史家らは、アングロ・サクソン時代の王に関する話を常にでっち上げていた。」としている。
説話の場所については、ロンドンの統治期にクヌートが王宮を建て、現在はウェストミンスターとして知られるソルニー島と同一視されることもある 。それと矛盾して、サウサンプトン中心部のクヌート街（Canute Road）の標識には「西暦1028年のこの付近にて、クヌートは彼の臣下を窘めた」とある。ウェスト・サセックスのボシャムやリンカンシャーのゲインズバラなどもその可能性として挙げられている。ゲインズバラは内陸部にあるため、説話が事実であればクヌートはトレントの海嘯として知られる海嘯を押し戻そうとしたことになる。もうひとつの言い伝えによれば、当時マーシア王国の一部であったウィラル半島の北岸だとしている。

## 結婚と子女
最初の妃エルフギフ・オブ・ノーサンプトンとの間に2子をもうけた。
- スヴェン（1016年頃 - 1035年） - ノルウェー王（父と共治、1030年 - 1035年）
- ハロルド1世（1040年没） - イングランド王（1035/7年 - 1040年）

2番目の妃エマ・オブ・ノーマンディーとの間に2子をもうけた。
- ハーデクヌーズ（1018/9年 - 1042年） - デンマーク王（1035年 - 1042年）、イングランド王（1040年 - 1042年）
- グンヒル（1020年頃 - 1038年） - ドイツ王ハインリヒ3世と結婚。夫が神聖ローマ皇帝となる前に死去。